# مهارت‌های قرن بیست و یکم

نمایش تصویری مهارت‌های قرن بیست و یکم

مهارت‌های قرن بیست و یکم شامل مهارت‌ها، توانایی‌ها و شرایط یادگیری است که برای موفقیت در جامعه و محل کار در قرن بیست و یکم توسط مربیان، رهبران تجارت، دانشگاهیان و آژانس‌های دولتی لازم دانسته شده‌است.
توجه به این مهارت‌ها بخشی از یک حرکت بین‌المللی در حال رشد است که بر مهارت‌هایی تمرکز می‌کند که برای موفقیت دانش‌آموزان در یک جامعه دیجیتالیِ به سرعت در حال تغییر لازم است. بسیاری از این مهارت‌ها همچنین با یادگیری عمیق مرتبط هستند. یادگیری عمیق شامل مهارت‌های مدیریت مانند استدلال تحلیلی، حل مسائل پیچیده و مهارت کار گروهی است. این مهارت‌ها با مهارت‌های آکادمیک سنتی متفاوت است زیرا آنها لزوماً دانش مبتنی بر متون و محتوا نیستند بلکه از جنس مهارتند.فناوری پیشرفته، تغییرات اقلیمی، نوسانات اقتصادی و حتی عدم قطعیت‌های اجتماعی و سیاسی، همه این عوامل باعث می‌شوند که افراد نیاز به توانایی برخورد با تنش‌ها، شکست‌ها و تغییرات غیر منتظره داشته باشند.
در دهه‌های اخیرِ قرن بیستم و قرن بیست و یکم، جامعه سرعت شتابان تغییر اقتصاد و فناوری را پشت سر گذاشته‌است. این تغییرات بر محیط کار و بنابراین مطالبات مربوط به سیستم آموزشی که دانش آموزان را برای نیروی کار آماده می‌کند از جهات مختلفی تأثیرات جدی گذاشته‌است. نیروی کار فعلی به‌طور چشمگیری احتمال دارد زمینه‌های شغلی یا مشاغل را تغییر دهد. افراد در نسل جدید با هدف ثبات کار وارد بازار کار شده‌اند. نسل‌های بعدی بیشتر نگران یافتن خوشبختی و تحقق آن در زندگی کاری خود هستند. اکنون کارگران جوان در آمریکای شمالی احتمالاً در هر ۴/۴ سال یکبار شغلشان را تغییر می‌دهند، نرخی که بسیار بالاتر از گذشته‌است. با این تغییر مداوم شغل‌ها، برای مهارت‌های مختلف تقاضا ایجاد می‌شود، مهارت‌هایی که باعث می‌شود افراد در نقش‌های مختلف یا در زمینه‌های مختلف شغلی انعطاف‌پذیر و سازگار باشند. از آنجایی که اقتصاد کشورهای غربی از اقتصاد صنعت محور به اقتصاد خدمات محور تبدیل شده‌اند، تجارت‌ها و شغل‌ها نقش کمتری در اقتصاد کشور دارند. با این حال، مهارت‌های سخت خاصی و تسلط بر مجموعه مهارت‌های خاص، با تمرکز بر سواد دیجیتالی، دارند تقاضای فزاینده پیدا می‌کنند. در شرایط جدید افرادی که مهارت‌هایی مثل تعامل با دیگران، همکاری و مدیریت دیگران و… را دارند، به‌طور فزاینده ای اهمیت پیدا کرده‌اند. مهارت‌هایی که باعث می‌شود افراد در نقش‌های مختلف یا در زمینه‌های مختلف قابل انعطاف و سازگار باشند و مواردی که پردازش اطلاعات و مدیریت افراد را بیش از دستکاری چند تکه تجهیزات - در یک دفتر یا یک کارخانه انجام می‌دهد - تقاضای بیشتری دارند.
همچنین به این مهارت‌ها «مهارت‌های کاربردی» یا «مهارت‌های نرم» می‌گویند که شامل مهارت‌های شخصی، بین فردی یا مهارت‌های یادگیری محور مانند مهارت‌های زندگی (مهارت‌های حل مسئله)، مهارت‌های افراد و مهارت‌های اجتماعی می‌شود.
این مهارت‌ها به سه بخش اصلی طبقه‌بندی شده‌اند:
- مهارتهای یادگیری و نوآوری: تفکر انتقادی و حل مسئله، ارتباطات و همکاری، خلاقیت و نوآوری.
- مهارت سواد دیجیتالی: سواد اطلاعاتی، سواد رسانه ای، سواد اطلاعاتی و ارتباطی (ICT)
- مهارت‌های شغلی و زندگی: انعطاف‌پذیری و سازگاری، ابتکار عمل و خودگردانی، تعامل اجتماعی و فرهنگی متقابل، بهره‌وری و پاسخگویی.